# André Lichnerowicz

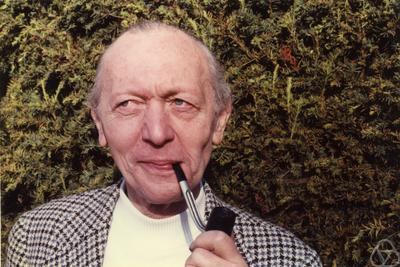
André Lichnerowicz

André Léon Jean Maurice Lichnerowicz (* 21. Januar 1915 in Bourbon-l’Archambault; † 11. Dezember 1998 in Paris) war ein französischer Mathematiker, mathematischer Physiker und Hochschullehrer.

## Werdegang
Lichnerowicz’ Eltern waren beide Lehrer. Sein Vater stammte ursprünglich aus Polen, seine Mutter stammte aus einer Familie von Papierfabrikanten und war Mathematiklehrerin. Lichnerowicz studierte ab 1933 an der École normale supérieure in Paris, wo er 1936 seinen Abschluss (Aggregation) machte. Er studierte weiter als Mitglied des Centre national de la recherche scientifique (CNRS) und konzentrierte sich dabei auf Differentialgeometrie, die er bei Élie Cartan hörte. 1939 wurde er bei Georges Darmois über ein Thema aus der Allgemeinen Relativitätstheorie promoviert (die Arbeit enthielt u. a. die Lichnerowiczschen Anschlussbedingungen). Er lehrte dann zunächst ab 1941 (als Maître de conférences in Mechanik) an der Universität Straßburg, die nach der deutschen Besetzung nach Clermont-Ferrand verlagert wurde. 1945 bis 1949 war er wieder in Straßburg, dann bis 1952 an der Universität Paris, wo er den Diplomstudiengang mathematische Physik einführte, und von 1952 bis zu seiner Emeritierung 1986 am Collège de France in Paris auf dem Lehrstuhl für mathematische Physik. 1963 wurde er Mitglied der französischen Akademie der Wissenschaften. Neben seinem Hauptarbeitsgebiet Differentialgeometrie und Allgemeiner Relativitätstheorie (u. a. Quantenfeldtheorie, Diracgleichung und Spinorfelder in gekrümmten Raumzeiten, elektromagnetische Wellen und Gravitationswellen in der Allgemeinen Relativitätstheorie, relativistische Hydrodynamik und Magnetohydrodynamik) war er auch als einer der Pioniere in der symplektischen Geometrie (wo er mit anderen um 1978 die Deformierungs-Quantisierung einführte) und in der Mathematikpädagogik aktiv: Er organisierte 1956 in Caen und 1960 in Amiens Konferenzen mit dem Ziel einer Hochschulreform und war 1966 bis 1973 Vorsitzender einer Kommission im Kultusministerium zur Mathematikdidaktik („Lichnerowicz-Kommission“ genannt).
Lichnerowicz war der Lehrer einer großen Zahl mathematischer Physiker in Frankreich, wo er insbesondere die differentialgeometrischen Methoden von Elie Cartan „popularisierte“, aber auch parallel mit den Bemühungen von Bourbaki allgemein moderne mathematische Methoden in die französische Lehre einführte (besonders einflussreich war sein Algèbre et analyse linéaires von 1947). Zu seinen Doktoranden zählen Thierry Aubin, Marcel Berger, Yvonne Choquet-Bruhat, Paul Gauduchon, Thibault Damour, Moshé Flato und Yvette Kosmann-Schwarzbach.
1954 hielt er einen Plenarvortrag auf dem Internationalen Mathematikerkongress in Amsterdam (Les groupes d’holonomie et leur application) und 1970 war er Invited Speaker auf dem ICM in Nizza (Magnetohydrodynamique relativiste et ondes de choc). 1959 war er Präsident der Société Mathématique de France. Die Académie royale des Sciences, des Lettres et des Beaux-Arts de Belgique nahm ihn 1975 als assoziiertes Mitglied auf.

## Schriften
- Einführung in die Tensoranalysis. Bibliographisches Institut, Mannheim 1966 (englisch: Elements of Tensor Calculus. John Wiley and Sons und Methuen, 1962, französisch: Paris, Colin 1951).
- Relativistic Hydrodynamics and Magnetohydrodynamics – lectures on the existence of solutions. W. A. Benjamin, 1967.
- Lineare Algebra und Analysis (= Hochschulbücher für Mathematik. Bd. 28). Verlag der Wissenschaften, Berlin 1956 (Übersetzung von Algèbre et analyse linéaires. Masson, Paris 1947; englisch: Linear Algebra and Analysis. Holden Day, 1967).
- Geometry of Groups of Transformations. Noordhoff, Leiden 1958, 1976, Springer 1977 (französisch Dunod, Paris 1958).
- Global Theory of Connection and Holonomy Groups. Noordhoff, Leiden 1955, 1976.
- Magnetohydrodynamics: Waves and Shock Waves in Curved Space-Time. Springer, Kluwer 1994, ISBN 0-7923-2805-1.
- Theories relativistes de la gravitation et de l'electromagnetism: relativite generale et theories unitaires. Masson, Paris 1955.
- mit Alexandre Favre, Henri Guitton, Jean Guitton: Chaos and Determinism. Johns Hopkins University Press, 1995.
- mit Alain Connes, Marco Schutzenberger: Triangle of Thoughts. American Mathematical Society, 2000.
- Propagateurs, Commutateurs et Anti-Commutateurs en relativite general. In: de Witt (Hrsg.): Relativity, groups and topology. Les Houches 1963, New York 1964.